# Werner von Haeften
Werner Karl Otto Theodor von Haeften (Berlijn, 11 oktober 1908 - aldaar, 21 juli 1944) was een Duits jurist en Wehrmacht-officier die betrokken was bij de aanslag op Hitler op 20 juli 1944.

## Levensloop
Von Haeften was de zoon van generaal-majoor b.d. Hans von Haeften (1870-1937), president van het Reichsarchiv Potsdam en Agnes von Haeften, geb. von Brauchitsch (1869-1945). Zijn zus was Elisabeth von Haeften (*1903) en zijn broer Hans-Bernd von Haeften (1905-1944).
Von Haeften studeerde rechten in Berlijn en werkte daarna als juridisch adviseur voor een bank in Hamburg. Aan het begin van de Tweede Wereldoorlog werd hij aangesteld als eerste luitenant (Oberleutnant) der reserve en naar het oostfront gezonden. In de winter van 1942 raakte hij zwaargewond. Na te zijn hersteld werd hij in 1943 aangesteld als adjudant van luitenant-kolonel Claus Schenk Graf von Stauffenberg. Von Stauffenberg, die bij gevechten in Noord-Afrika invalide was geraakt, werkte voor de generale staf van het reserveleger (Ersatzheer) aan de Bendlerstrasse.
Von Haeften werd de vertrouweling van Von Stauffenberg en was net als zijn chef een fel tegenstander van Hitler geworden. Von Haeften was nauw betrokken bij de voorbereiding van het complot tegen Hitler. Op 20 juli 1944 begeleidde Von Haeften in zijn hoedanigheid van adjudant Von Stauffenberg naar het Führerhauptquartier Wolfsschanze bij Rastenburg, Oost-Pruisen. Von Haeften was erbij aanwezig toen Von Stauffenberg in een verkleedruimte in een van de barakken in de Wolfsschanze de bom op scherp stelde, om hem vervolgens in zijn aktetas te stoppen. Von Haeften ging hierna naar buiten om met een chauffeur (die overigens niet bij het complot betrokken was) in een auto te wachten. Von Stauffenberg ging naar de kaartenkamer waar Hitler en zijn generaals de situatie aan het oostfront bespraken en zette de tas met de bom onder de tafel en excuseerde zich. Von Stauffenberg - hij moest zogenaamd naar Berlijn bellen - haastte zich naar buiten.
Nadat de bom was ontploft - Stauffenberg was er nu van verzekerd dat Hitler dood was - stapte Von Stauffenberg in de auto die Von Haeften in gereedheid had gebracht en zij snelden zich naar het vliegveld van Rastenburg, waar zij aan boord gingen van een vliegtuig dat hen naar Berlijn bracht. Terug in Berlijn assisteerde hij Von Stauffenberg en de medesamenzweerders bij de uitvoering van de coup. Toen duidelijk werd dat de Hitler nog leefde en de coup mislukt was, werden de samenzweerders, waaronder Von Stauffenberg en Von Haeften, op bevel van generaal Friedrich Fromm op de binnenplaats van het Bendlerblock terechtgesteld.
Hans-Bernd von Haeften, Werners broer, die op de hoogte was van de plannen van de samenzweerders, werd enige dagen later gearresteerd. Hij werd ter dood veroordeeld en opgehangen.

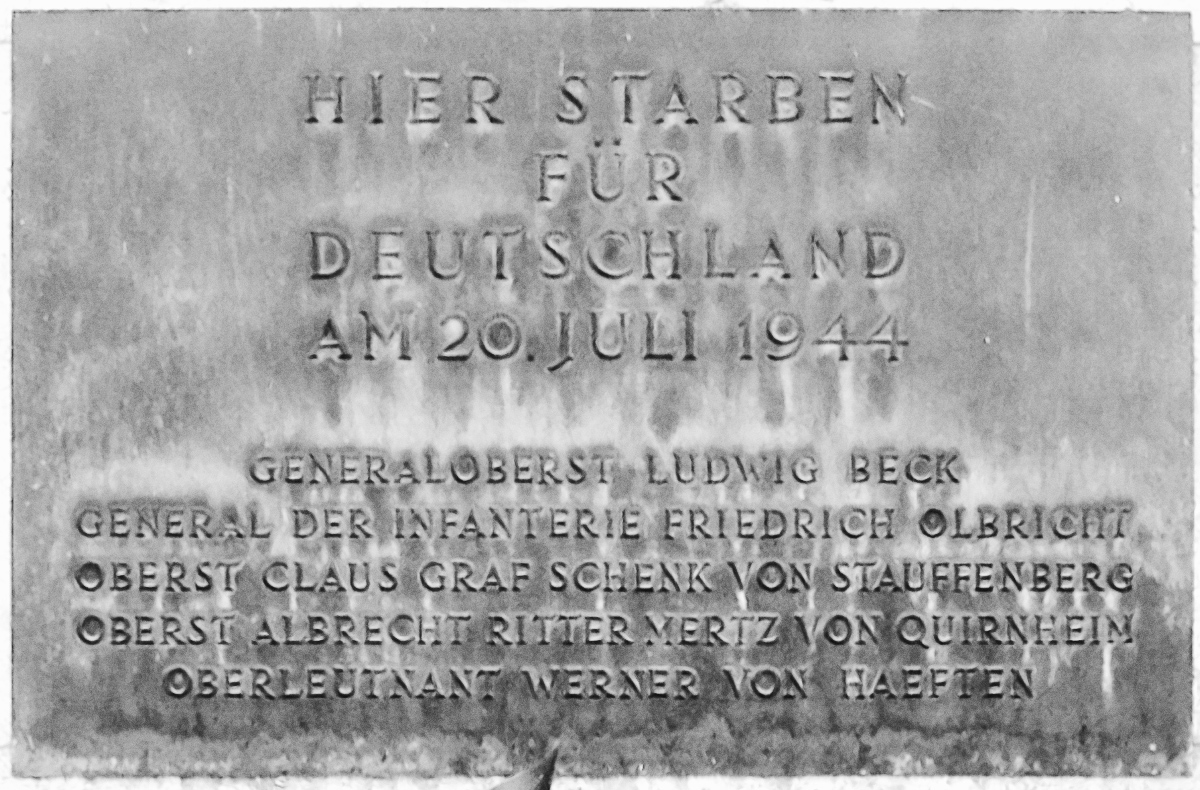
Gedenkplaat op de Bendlerblock met daarop de namen van de op 20 juli 1944 geëxecuteerden

## Decoraties
- IJzeren Kruis 1939, 1e Klasse en 2e Klasse
- Gewondeninsigne 1939 in Zilver

## Trivia
- In Berlin-Charlottenburg werd op 14 juli 1957 de Haeftenzeile naar de gebroeders Von Haeften genoemd.

## Noot
1. ↑  Bibliotheek van de Tweede Wereldoorlog, afl. De Aanslag op Hitler. Het komplot van 20 juli 1944, door: Roger Manvell (1995), blz. 102

- Gemeinsame Normdatei: 124708943
- International Standard Name Identifier: 0000 0000 4532 101X
- Library of Congress Control Number: no2002102101
- Virtual International Authority File: 8328406